# 若葉会幼稚園

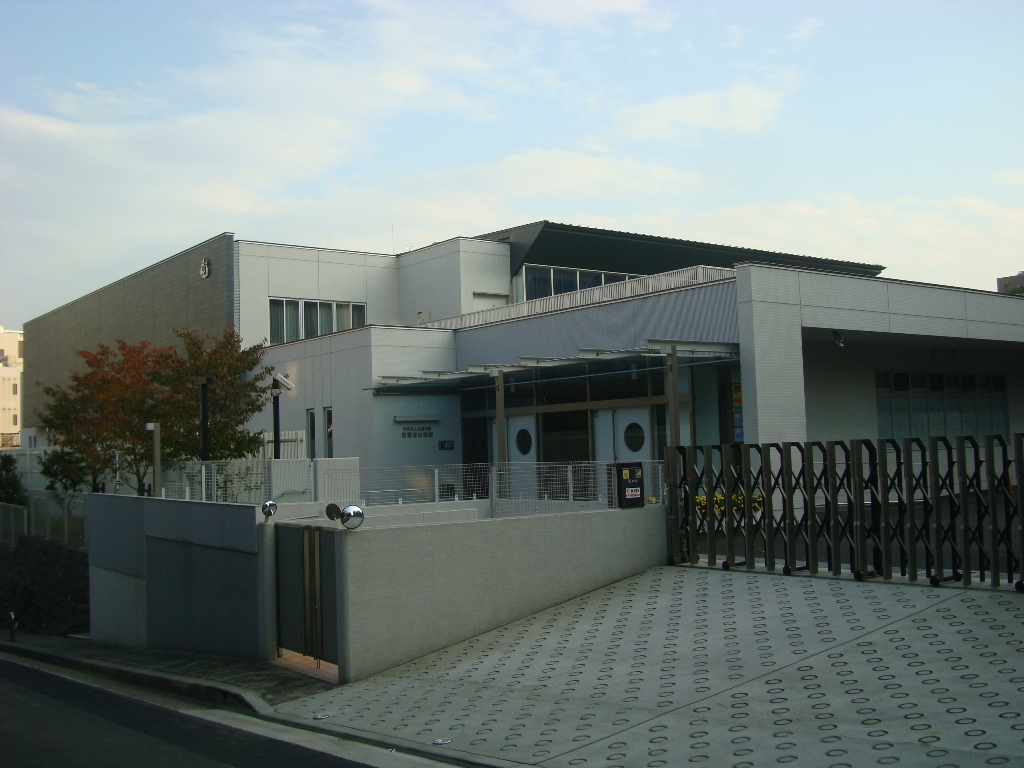
若葉会幼稚園

若葉会幼稚園（わかばかいようちえん）は、東京都港区西麻布にある学校法人北泉学園が運営する幼稚園。1929年（昭和4年）三井家当主、三井髙棟（三井グループ総帥、第10代三井八郞右衞門）により設立された。財閥・三井家に縁があり、かつては園舎・備品等の一切が同家の財産であった。

## 概要
“各自の個性を尊重し、心身の円満な発達と共に正直、勤勉、質素、快活の美風を養成し、かつ、共同生活に慣れしめ、自立自助の人となる素地をつくる”（創設者第10代三井八郎右衛門高棟）
かつて三井家が所有していた東京都港区西麻布の高台（麻布笄町）に1,300坪の敷地を有し、3歳児から5歳児を対象とした計7クラスを設置している。
東京都生活文化局が平成19年に発表した調査結果によると、入園初年度の納付金等の合計が100万円を超える幼稚園は東京都内に11園あり、若葉会幼稚園は108万円で第7位とされた。入園時、3年保育として54名が入園する。入園料20万円、施設充実費30万円のほか、1口20万円からの寄付金を受付けている。2001年（平成13年）に制服・制帽が制定され、2005年（平成17年）からは給食も始められている。

### 松濤幼稚園との関係
東京のいわゆる「お受験」界において、若葉会幼稚園は、松濤幼稚園（渋谷区松濤）を筆頭に、枝光会附属幼稚園（港区三田）とともに、『御三家（進学）幼稚園』と称されていた。ちなみに、1984年（昭和59年）4月から2009年（平成21年）3月まで若葉会幼稚園園長を務めた三井富美子は、松濤幼稚園の創立者で伯爵夫人であった林貞子の長女である。現園長を務める大林和子（三井富美子の長女）は、大林組会長大林剛郎の妻である。

## 歴史
- 1929年（昭和4年） 第10代三井家当主・三井高棟（みつい たかみね、第10代三井八郎右衞門）によって現在地に設立された[4]。当時の園児は、三井家、及び三井高棟の趣旨に賛同する財界関係者の子弟に限られていた[4]。
- 1945年（昭和20年） 大東亜戦争で日本が敗戦すると、連合国軍によって財閥解体が行われ、三井高棟も公職追放となったことから、園の経営から退いた[4]。一方、教育基本法の施行に伴って幼稚園の位置付けも変更となったことを機に、若葉会幼稚園も一般家庭の子弟に対して広く門戸を開放することに方針を転換した[4]。
- 1956年（昭和31年）再び三井家から、第11代当主・三井高公（みつい たかきみ、第11代三井八郎右衞門）が園長に就任した[4]。
- 1970年（昭和45年）学校法人北泉学園が設立され、三井高公が同法人の初代理事長を兼務することとなった[4]。
- 1986年（昭和61年）三井富美子[6]が園長に就任、三井高公は名誉園長に退いた。[4]。
- 2001年（平成13年）三井富美子の夫・之乘が同園を経営する学校法人北泉学園理事長就任[4]。
- 2009年（平成21年）大林和子が園長に就任。
- 2010年（平成22年）現在の園舎である新園舎が竣工。
- 2013年（平成25年）三井富美子が理事長に就任。

## その他
本園は東京のいわゆる名門幼稚園として、有名小学校への進学実績や政官財界から著名人の子弟までが多く通うことで知られている。その垣間見えるエリート主義は、枝光会附属幼稚園や愛育幼稚園などと共に、時に興味本位にシニカルに批評されている。

## 周辺地域

### 牛坂

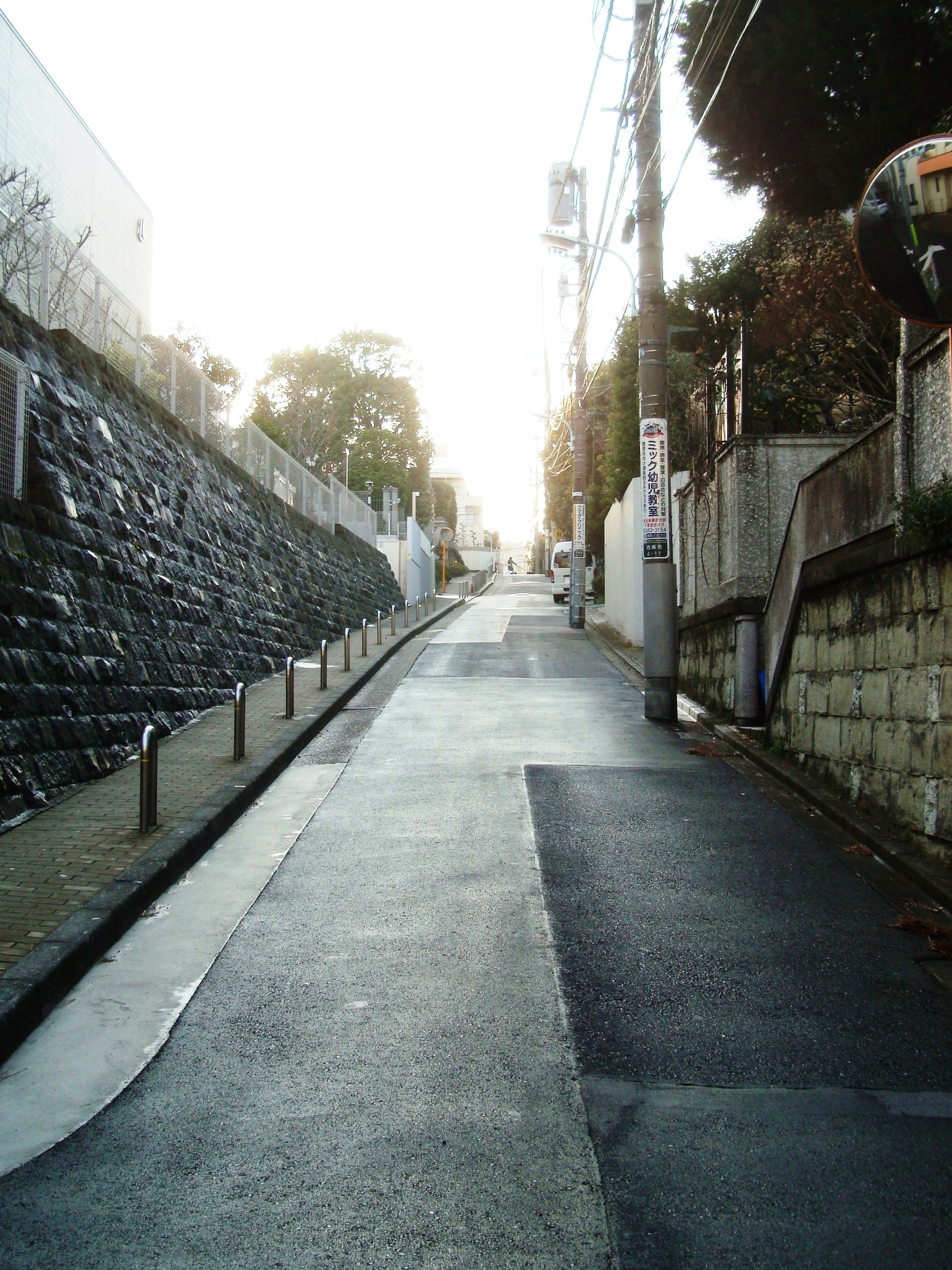
牛坂

牛坂（うしざか、又は牛鳴坂、うしなきざか）は、若葉会幼稚園の前面を通る急峻な坂道である。坂は外苑西通りの裏路地である西麻布四丁目10番と11番の間に始まり、若葉会幼稚園の前を通って高樹町の高台方面まで西に登っている。
牛坂の坂下の小さな十字路付近には、かつて笄川（こうがいがわ）が流れ、橋梁「笄橋（こうがいばし）」があった。坂下の川は竜川（広尾川）とも呼ばれた。牛坂は源経基や白金長者の伝説もあるこの笄橋に下る古道で、牛車が往来したことからこの名が付いたと考えられている。また「牛坂」は略称であり、本来の名称「牛鳴坂」は、坂が険しく悪路であったために、荷牛が難渋していたことを現しているとも言われる。
この坂については『府内場末往還其他沿革図書』の天保度の図では、御太刀坂の北に並んで、笄橋西詰より旗本士邸の間を通る坂を「ウシザカ」と記載しているが、1942年（昭和17年）に編まれた地誌 『麻布区史』では牛坂について、「牛坂 ― 132番地先の坂」とだけ記している。
東京都内では他に、文京区春日一丁目牛天神の裏手を南に下る急坂にも「牛坂」の名が付いている。この春日の坂は潮見坂、鮫干坂、蛎殻坂とも呼ばれる。

## 関連文献
- 斎藤長秋 編「巻之三 天璣之部 笄橋」『江戸名所図会』 2巻、有朋堂書店〈有朋堂文庫〉、1927年、162-164頁。NDLJP:1174144/86。